# Solway Firth (singolo)
Solway Firth è un singolo del gruppo musicale statunitense Slipknot, pubblicato il 22 luglio 2019 come secondo estratto dal sesto album in studio We Are Not Your Kind.

## Descrizione
Traccia conclusiva del disco, il titolo del brano deriva dall'omonimo fiordo presenta al confine tra l'Inghilterra e la Scozia.

Musicalmente è caratterizzato da un'introduzione elettronica e un cantato sperimentale di Corey Taylor, sfociando successivamente in sonorità heavy metal, con un frequente uso della voce death e della grancassa da parte di Jay Weinberg, oltre a riff thrash metal nell'interludio e una tipica struttura stoner metal. Riguardo alla tecnica vocale usata, Taylor ha spiegato di essersi ispirato alla musica e alla filmografia folk inglese:
Il brano è stato presentato per la prima volta dal vivo l'11 agosto 2019, durante il concerto tenuto dal gruppo all'Hollywood Casino Amphitheatre di Tinley Park, nell'Illinois.

## Video musicale
Il videoclip è stato diretto dal percussionista del gruppo, Shawn Crahan, e alterna filmati di concerti degli Slipknot tenuti in Europa (tra cui la loro apparizione al Download Festival) con altri provenienti dalla serie televisiva The Boys.

## Tracce
1. Solway Firth – 5:55

## Formazione
Gruppo
- Shawn Crahan – percussioni, cori
- Jay Weinberg – batteria
- Sid Wilson – giradischi
- Mick Thomson – chitarra
- Craig Jones – campionatore, tastiera
- Jim Root – chitarra
- Alessandro Venturella – basso
- Corey Taylor – voce

Produzione
- Slipknot – produzione
- Greg Fidelman – produzione, ingegneria del suono
- Joe Barresi – missaggio
- Gerg Gordon – ingegneria del suono
- Sara Killion – ingegneria del suono
- Pauo Fig – ingegneria del suono
- Bo Boonar – assistenza tecnica
- Chaz Sexton – assistenza tecnica
- Dan Monti – montaggio
- Jun Murakawa – assistenza al missaggio
- Bob Ludwig – mastering

## Classifiche
| Classifica (2019)                | Posizione massima |
| -------------------------------- | ----------------- |
| Regno Unito (rock & metal)       | 14                |
| Stati Uniti (rock & alternative) | 8                 |
| Ungheria                         | 9                 |